# Abdul Rahman Jawed
 (janvier 2019).
Si vous disposez d'ouvrages ou d'articles de référence ou si vous connaissez des sites web de qualité traitant du thème abordé ici, merci de compléter l'article en donnant les références utiles à sa vérifiabilité et en les liant à la section « Notes et références ».
 (novembre 2008).
Abdul Rahman Jawed, né en 1965, a été inculpé d’apostasie dans son pays, l’Afghanistan en mars 2006, en vertu de la charia pour avoir renoncé à l’islam en se convertissant au christianisme. Si reconnu coupable, il était passible de la peine de mort. Cette affaire révèle une contradiction dans la Constitution afghane qui reconnaît à la fois la loi islamique et la liberté de conscience. 
La Constitution de la République islamique d’Afghanistan, adoptée en janvier 2004, stipule qu’« aucune loi ne peut être contraire aux principes » de la charia, ou loi de l’islam, dont l'interprétation majoritaire interdit à tout musulman de quitter sa religion, sous peine d’être exécuté. Mais elle cite également en préambule la Déclaration universelle des droits de l'homme, à laquelle « l’Afghanistan a adhéré en tant que membre de l’ONU », et qui garantit la liberté de religion.
La présidence afghane avait réagi pour la première fois à cette affaire en indiquant qu'elle « devait être traitée par le seul pouvoir judiciaire », tout en se déclarant attachée au respect des droits de l’homme.
Abdul Rahman a abandonné l'islam pour le christianisme il y a 16 ans, alors qu'il travaillait pour une organisation non gouvernementale (ONG) chrétienne à Peshawar au Pakistan. Il a ensuite passé neuf ans en Allemagne, avant de revenir en Afghanistan en 2005. 
Selon des sources judiciaires, ses relations très orageuses avec sa famille, qui a la garde de ses deux filles de 13 et 14 ans, auraient conduit celle-ci à dénoncer sa conversion à la police. Le 25 mars 2006, le pape Benoît XVI a demandé par lettre au président afghan Hamid Karzai la grâce pour Abdul Rahman. 
Les diverses pressions des gouvernements internationaux avaient déjà poussé, la veille, un haut responsable du gouvernement afghan à annoncer qu’il « devrait bientôt être libéré ».
Scandalisés par cette affaire, de nombreux gouvernements occidentaux avaient protesté, menaçant même de remettre en question l’aide apportée à l'Afghanistan. 
Abdul Rahman a été libéré le 28 mars 2006 pour « folie ». Réfugié dans un camp de l’ONU, il demande l’asile politique et l'obtient de l'Italie.